# Liste der Flughäfen in Bosnien und Herzegowina

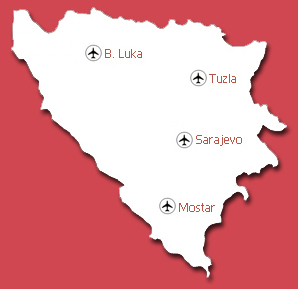
Flughäfen in Bosnien und Herzegowina

Bosnien und Herzegowina hat vier internationale Flughäfen, von denen allerdings nur jener in Sarajevo überregionale Bedeutung besitzt.
| Flughafen            | ICAO | IATA | Passagiere (2024) | Lage                                                                                     | Webpräsenz              |
| -------------------- | ---- | ---- | ----------------- | ---------------------------------------------------------------------------------------- | ----------------------- |
| Flughafen Banja Luka | LQBK | BNX  | 399.176           | im Lijevče polje bei Laktaši und Gradiška, 23 km nördlich des Zentrums von Banja Luka    | www.bnx.aero            |
| Flughafen Mostar     | LQMO | OMO  | 47.333            | zwischen Mostar und Blagaj 10 km südlich von Mostar                                      | www.mostar-airport.ba   |
| Flughafen Sarajevo   | LQSA | SJJ  | 1.821.762         | im Vorort Ilidža, 10 km südwestlich des Zentrums von Sarajevo, unmittelbar vor der Stadt | www.sarajevo-airport.ba |
| Flughafen Tuzla      | LQTZ | TZL  | 207.778           | im Ort Dubrave Gornje, 15 km südlich des Zentrums von Tuzla                              | www.tuzla-airport.ba    |